# زبان بیهاری
زبان بیهاری نامِ مجموعه و گروهِ غربیِ زبان‌های هندوآریایی است و در بیهار و کشورهای همسایه هند گویش می‌شود. برای نمونه، زبان آنگیکا، باجیکا، زبان بوجپوری، زبان ماگهی و زبان میتهیلی -که همه از زبانِ بیهاری هستند- در نپال به راحتی استفاده می‌شود و در حدودِ ۲۱٪ از جمعیتِ نپال آن‌ها را بکار می‌برند.
جمعیت شهری و دانش آموحتهٔ هند، هندی را به عنوانِ نام عمومی برای زبان خود نام می‌برند.

## زبان‌های موجود در بیهاری
| زبان               | ایزو ۶۳۹-۳ | الفبا                                                   | شمار گویش وران | پراکندگی جغرافیایی                                   |
| ------------------ | ---------- | ------------------------------------------------------- | -------------- | ---------------------------------------------------- |
| زبان آنگیکا        | anp        | Previously Anga Lipi; دیواناگری                         | ۷۲۵٬۰۰۰        | شرق بیهار, شمال شرقی جارکند، بنگال غربی              |
| Bajjika            | mai?       | دیواناگری                                               | ۸٬۷۳۸٬۰۰۰      | شمال مرکز بیهار شرق Terai                            |
| زبان بوجپوری       | bho        | Previously Kaithi; دیواناگری                            | ۳۸٬۵۴۶٬۰۰۰     | بیهار غربی، اوتار پرادش شرقی و مرکز Terai، جنوب نپال |
| هندی فیجی          | hif        | الفبای لاتین و دیواناگری                                | ۴۶۰٬۰۰۰        | جزایر فیجی                                           |
| Kudmali            | kyw        | دیواناگری، Chis (also suggested as its possible script) | 37,000         | شرق جارکند، بنگال غربی                               |
| زبان ماگهی         | mag        | Previously Kaithi; دیواناگری                            | ۲۰٬۳۶۲٬۰۰۰     | جنوب غرب بیهار                                       |
| زبان میتهیلی       | mai        | Maithili variant of Eastern Nagari script, دیواناگری    | ۲۵٬۲۰۴٬۰۰۵     | شمال بیهار، نپال، جارکند                             |
| زبان ماجهی         | mjz        | N.A                                                     | 21,841         | شرق بیهار، نپال                                      |
| موساسا             | smm        | N.A                                                     | 50,000         | شرق بیهار، نپال                                      |
| Panchpargania      | tdb        | دیواناگری, گاهی بنگالی و کایتی                          | ۲۷۴٬۰۰۰        | بنگال غربی جارکند آسام                               |
| زبان سادری         | sck        | دیواناگری                                               | ۱۶۵٬۶۸۳        | جارکند بیهار و بنگلادش                               |
| Khortha            | sdr        | Eastern Nagari script, دیواناگری                        | ۱٬۹۶۵٬۰۰۰      | شمال جارکند                                          |
| Sarnami Hindustani | hns        | الفبای لاتین, دیواناگری                                 | ۱۵۰٬۰۰۰        | Suriname                                             |
| سوراجپوری          | sjp        | دیواناگری                                               | ۲۷۳٬۰۰۰        | شمال شرقی بیهار                                      |